# Pititsa
Pititsa este un oraș în Grecia în prefectura Ahaia.